# 1-я отдельная гвардейская мотострелковая бригада (ПМР)
1-я отдельная гвардейская мотострелковая ордена Республики бригада имени генерал-полковника С. Ф. Кицака (1 омсбр, в/ч 10524) — тактическое соединение Вооружённых сил Приднестровской Молдавской Республики. Дислоцируется в городе Тирасполь. Является самым крупным воинским формированием ВС ПМР.

## История
Соединение ведёт историю от 1-го батальона Республиканской гвардии ПМР, который участвовал в боях на дубоссарском направлении во время вооружённого конфликта в Приднестровье. В ходе которого вступил в бой по деблокаде полка гражданской обороны в Кочиерах в 1992 году. В результате погибло несколько человек личного состава 1-го батальона, включая его командира — майора Василия Воронкова. Когда вооружённые подразделения Молдовы численностью 800 бойцов 2 марта 1992 года атаковали полк гражданской обороны в селе Кочиеры, овладев территорией полка. Личный состав полка попросил о помощи ПМР и 14-ю армию. Руководство 14-й армии проигнорировало запрос. На помощь им пришли гвардейцы из 4-го батальона Республиканской гвардии ПМР из соседних Дубоссар, которые также попали в окружение и вели бой в течение суток. На выручку к ним затем выехал 1-й батальон Республиканской гвардии ПМР из Тирасполя и казаки, успешно отразившие молдавские войска.
После войны 1-й батальон Республиканской гвардии ПМР стал основой для формирования 1-й отдельной мотострелковой бригады, образованной 6 сентября 1992 года.
В 1995 году бригада награждена Орденом Республики.
19 декабря 2017 года Указом Президента ПМР бригаде присвоены почётные наименования «гвардейская» и «имени генерал-полковника С. Ф. Кицака» за выдающийся вклад в дело защиты республики и в целях увековечивания памяти военного деятеля, имеющего особые заслуги перед Приднестровьем.

## Состав
- управление
- мотострелковые батальоны,
- танковый батальон (с. Владимировка) (<18 Т-64БВ)[2],
- артиллерийский дивизион,
- зенитный артиллерийский дивизион,
- противотанковая батарея,
- отдельные подразделения[1].